# Єль (Оклахома)
Єль (англ. Yale) — місто (англ. city) в США, у окрузі Пейн штату Оклахома. Населення — 1059 осіб (2020).

## Географія
Єль розташований за координатами 36°6′54″ пн. ш. 96°42′3″ зх. д. / 36.11500° пн. ш. 96.70083° зх. д. (36.114977, -96.700909).  За даними Бюро перепису населення США в 2010 році місто мало площу 2,36 км², уся площа — суходіл.

## Демографія
Згідно з переписом 2010 року, у місті мешкало 1227 осіб у 470 домогосподарствах у складі 310 родин. Густота населення становила 521 особа/км².  Було 604 помешкання (256/км²).
Расовий склад населення:
| - 82,6 % — білих - 8,1 % — корінних американців - 0,4 % — чорних або афроамериканців - 0,2 % — азіатів |

До двох чи більше рас належало 8,2 %. Частка іспаномовних становила 2,4 % від усіх жителів.
За віковим діапазоном населення розподілялося таким чином: 29,7 % — особи молодші 18 років, 56,4 % — особи у віці 18—64 років, 13,9 % — особи у віці 65 років та старші. Медіана віку мешканця становила 33,9 року. На 100 осіб жіночої статі у місті припадало 95,1 чоловіків;  на 100 жінок у віці від 18 років та старших — 90,7 чоловіків також старших 18 років.
Середній дохід на одне домашнє господарство  становив 40 418 доларів США (медіана — 33 516), а середній дохід на одну сім'ю — 49 927 доларів (медіана — 43 571). Медіана доходів становила 36 953 долари для чоловіків та 27 857 доларів для жінок. За межею бідності перебувало 27,3 % осіб, у тому числі 45,2 % дітей у віці до 18 років та 20,8 % осіб у віці 65 років та старших.
Цивільне працевлаштоване населення становило 426 осіб. Основні галузі зайнятості: освіта, охорона здоров'я та соціальна допомога — 21,4 %, будівництво — 20,2 %, виробництво — 16,4 %.